# Geometrični albedo
Geometrični albedo (oznaka p) nebesnega telesa je razmerje med svetlostjo nebesnega telesa pri ničelnem faznem kotu in svetlostjo difuzno sipane svetlobe (lambertska ploskev) na idealno beli ravni površini iste velikosti in na isti oddaljenosti od izvora. Geometrični albedo imenujemo tudi fizični albedo. Beseda albedo izvira iz latinske besede albus, kar pomeni «bel».
Difuzno sipanje pomeni, da se sevanje enakomerno odbije v vse smeri (izotropno) ne glede na lego izvora vpadne svetlobe. Ničelni fazni kot pomeni opazovanje vzdolž smeri osvetljevanja. Za opazovanje s površine Zemlje to pomeni, da je telo v opoziciji in na ekliptiki. Telesa imajo različno odbojnost za posamezne valovne dolžine. Zaradi tega se uporablja tudi enobarvni geometrični albedo (monokromatski geometrični albedo), ki velja za samo eno valovno dolžino (npr. rdečo)
Vidni geometrični albedo (ali vizualni geometrični albedo) je geometrični albedo, ki se nanaša samo na vidni del spektra elektromagnetnega spektra.

## Zgledi
V naslednji tabeli je prikazana primerjava običajnega geometričnega in Bondovega albeda.
Bondov albedo je lahko večji ali manjši od geometričnega albeda. Razlika je odvisna od površine in lastnosti atmosfere telesa.:
| Telo    | Bondov albedo | Geometrični albedo |
| ------- | ------------- | ------------------ |
| Merkur  | 0,119         | 0,138              |
| Venera  | 0,75          | 0,84               |
| Zemlja  | 0,29          | 0,367              |
| Luna    | 0,123         | 0,113              |
| Mars    | 0,16          | 0,15               |
| Enkelad | 0,99          | 1,4                |
| Pluton  | 0,4           | 0,44-0,61          |